# Макаед, Николай Александрович
Николай Александрович Макаед (бел. Мікалай Аляксандравіч Макаед; 19 марта 1938, д. Белевичи, Слуцкий район, Минская область, Белорусская ССР — 13 января 2017, Минск, Белоруссия) — советский белорусский государственный деятель, заместитель председателя Совета Министров Белорусской ССР (1987—1990).

## Биография
Трудовую деятельность начал в 1954 г. учеником строгальщика, а затем строгальщиком на Минском станкостроительном заводе.
С 1957 г. — в системе торговли, работал товароведом магазина, затем товароведом базы, старшим инспектором Минского горпищеторга.
В 1961 г. окончил Белорусский государственный институт народного хозяйства им. В. В. Куйбышева, в 1983 г. — Академию общественных наук при ЦК КПСС.
В 1961 г. был назначен начальником продовольственного отдела в управлении торговли Мингорисполкома, позже — заместителем начальника управления торговли.
В 1969 г. был назначен директором Центрального универмага «Минск», а в 1971 г. — начальником управления торговли исполнительного комитета Минского городского Совета.
В 1975—1981 гг. — заместитель министра, председатель Междуведомственного Совета по изучению спроса населения на товары народного потребления, в 1981—1986 гг. — министр торговли Белорусской ССР. В этот период государственная торговля республики находилась на лидирующих позициях в СССР по уровню обслуживания населения, внедрению новых форм торговли, специализации, развития материально-технической базы, механизации и автоматизации торговых процессов, индустриализации общепита. В Минске был создан первый высотный склад, работавший в автоматическом режиме.
В 1987—1990 гг. — заместитель председателя Совета Министров Белорусской ССР.
В июле 1990 г. был назначен первым заместителем председателя Государственного комитета Белорусской ССР по внешним экономическим связям.
После распада СССР вместе с сыном Игорем учредил «Юнайтед компани» как предприятие по реализации нефтепродуктов. Долгое время компания была спонсором хоккейной команды «Тивали» — лучшего белорусский клуб второй половины 1990-х и начала 2000-х гг.
Избирался депутатом Верховного Совета Белорусской ССР 11-го созыва и Минского городского Совета депутатов.

## Награды и звания
Был награждён двумя орденами Трудового Красного Знамени, орденом Дружбы народов, несколькими медалями, почётными грамотами Президиума Верховного Совета Белорусской ССР.

## Память
- В 2019 году в Минске установлена мемориальная доска Н. А. Макаеду[1]